# ميليسا فاي غريني
ميليسا فاي غريني (بالإنجليزية: Melissa Fay Greene)‏ هي كاتِبة أمريكية، ولدت في 30 ديسمبر 1952 في ماكون في الولايات المتحدة.

## وصلات خارجية
- ميليسا فاي غريني على موقع إن إن دي بي (الإنجليزية)